# Calliphora leucosticta
Calliphora leucosticta este o specie de muște din genul Calliphora, familia Calliphoridae, descrisă de Mario Bezzi în anul 1927. Conform Catalogue of Life specia Calliphora leucosticta nu are subspecii cunoscute.